# Pasang Tshering
Pasang Tshering (Thimphu, 16 luglio 1983) è un ex calciatore bhutanese, di ruolo centrocampista.

## Carriera

### Club
Gioca dal 2003 al 2008 al Transport United. Nel 2009 passa al Druk Star. Nel 2012 si trasferisce allo Zimdra. Nel 2013 viene acquistato dal Thimphu City.

### Nazionale
Ha debuttato in nazionale nel 2003. Ha segnato la sua prima rete con la maglia della nazionale il 23 aprile 2003, in Bhutan-Guam. Ha partecipato alla Coppa d'Asia 2004.

## Caratteristiche tecniche
Pasang Tshering era un centrocampista dotato di una buona visione di gioco e di un solido senso tattico. La sua principale caratteristica era la capacità di recuperare palla e distribuire il gioco, agendo come mediano e collegamento tra difesa e attacco. Sebbene non fosse noto per un grande dinamismo offensivo, la sua abilità nel mantenere il possesso e nel fare il lavoro sporco lo rendeva un elemento indispensabile per la squadra. Grazie alla sua resistenza e alla buona tecnica di base, Tshering riusciva a gestire il ritmo di gioco e a mantenere la squadra ben equilibrata in campo.

## Palmarès

### Club

#### Competizioni nazionali
- Campionato bhutanese di calcio: 5

Transport United: 2005, 2006, 2007
Druk Star: 2009
Thimphu City: 2016